# Sō Fujitani
Sō Fujitani (壮 藤谷?, Fujitani Sō; Kōbe, 28 ottobre 1997) è un calciatore giapponese, difensore del Reilac Shiga FC.

## Caratteristiche tecniche
È un terzino destro.

## Carriera

### Club
Cresciuto nel settore giovanile del Vissel Kōbe, ha esordito in prima squadra il 12 aprile 2015 in occasione del match di J1 League vinto 4-1 contro il Ventforet Kofu.

### Nazionale
Con la nazionale Under-20 giapponese ha preso parte al Mondiale di categoria del 2017.

## Statistiche

### Presenze e reti nei club
Statistiche aggiornate al 2 dicembre 2023.
| Stagione                   | Squadra                    | Campionato                 | Campionato | Campionato | Coppe nazionali | Coppe nazionali | Coppe nazionali | Coppe continentali | Coppe continentali | Coppe continentali | Altre coppe | Altre coppe | Altre coppe | Totale | Totale |
| Stagione                   | Squadra                    | Comp                       | Pres       | Reti       | Comp            | Pres            | Reti            | Comp               | Pres               | Reti               | Comp        | Pres        | Reti        | Pres   | Reti   |
| -------------------------- | -------------------------- | -------------------------- | ---------- | ---------- | --------------- | --------------- | --------------- | ------------------ | ------------------ | ------------------ | ----------- | ----------- | ----------- | ------ | ------ |
| 2015                       | Vissel Kōbe                | J1                         | 5          | 0          | CG+CdL          | 2+1             | 0               | -                  | -                  | -                  | -           | -           | -           | 8      | 0      |
| 2016                       | Vissel Kōbe                | J1                         | 0          | 0          | CG+CdL          | 0               | 0               | -                  | -                  | -                  | -           | -           | -           | 0      | 0      |
| 2017                       | Vissel Kōbe                | J1                         | 16         | 0          | CG+CdL          | 3+4             | 0               | -                  | -                  | -                  | -           | -           | -           | 23     | 0      |
| 2018                       | Vissel Kōbe                | J1                         | 13         | 0          | CG+CdL          | 0+4             | 0               | -                  | -                  | -                  | -           | -           | -           | 17     | 0      |
| 2019                       | Vissel Kōbe                | J1                         | 7          | 0          | CG+CdL          | 3+3             | 0               | -                  | -                  | -                  | -           | -           | -           | 13     | 0      |
| 2020                       | Vissel Kōbe                | J1                         | 11         | 0          | CdL             | 1               | 0               | ACL                | 2                  | 0                  | SG          | 0           | 0           | 14     | 0      |
| Totale Vissel Kōbe         | Totale Vissel Kōbe         | Totale Vissel Kōbe         | 52         | 0          |                 | 21              | 0               |                    | 2                  | 0                  |             | 0           | 0           | 75     | 0      |
| 2021                       | Giravanz Kitakyushu        | J2                         | 13         | 0          | CG              | 0               | 0               | -                  | -                  | -                  | -           | -           | -           | 13     | 0      |
| 2022                       | Giravanz Kitakyushu        | J3                         | 34         | 0          | CG              | 1               | 0               | -                  | -                  | -                  | -           | -           | -           | 35     | 0      |
| Totale Giravanz Kitakyushu | Totale Giravanz Kitakyushu | Totale Giravanz Kitakyushu | 47         | 0          |                 | 1               | 0               |                    | -                  | -                  |             | -           | -           | 48     | 0      |
| 2023                       | Matsumoto Yamaga           | J3                         | 33         | 1          | -               | -               | -               | -                  | -                  | -                  | -           | -           | -           | 33     | 1      |
| 2024                       | Matsumoto Yamaga           | J3                         | 0          | 0          | CG              | 0               | 0               | -                  | -                  | -                  | -           | -           | -           | 0      | 0      |
| Totale Matsumoto Yamaga    | Totale Matsumoto Yamaga    | Totale Matsumoto Yamaga    | 33         | 1          |                 | 0               | 0               |                    | -                  | -                  |             | -           | -           | 33     | 1      |
| Totale carriera            | Totale carriera            | Totale carriera            | 132        | 1          |                 | 22              | 0               |                    | 2                  | 0                  |             | 0           | 0           | 156    | 1      |

### Cronologia presenze e reti in nazionale
| Cronologia completa delle presenze e delle reti in nazionale ― Giappone under 23 | Cronologia completa delle presenze e delle reti in nazionale ― Giappone under 23 | Cronologia completa delle presenze e delle reti in nazionale ― Giappone under 23 | Cronologia completa delle presenze e delle reti in nazionale ― Giappone under 23 | Cronologia completa delle presenze e delle reti in nazionale ― Giappone under 23 | Cronologia completa delle presenze e delle reti in nazionale ― Giappone under 23 | Cronologia completa delle presenze e delle reti in nazionale ― Giappone under 23 | Cronologia completa delle presenze e delle reti in nazionale ― Giappone under 23 |
| Data                                                                             | Città                                                                            | In casa                                                                          | Risultato                                                                        | Ospiti                                                                           | Competizione                                                                     | Reti                                                                             | Note                                                                             |
| -------------------------------------------------------------------------------- | -------------------------------------------------------------------------------- | -------------------------------------------------------------------------------- | -------------------------------------------------------------------------------- | -------------------------------------------------------------------------------- | -------------------------------------------------------------------------------- | -------------------------------------------------------------------------------- | -------------------------------------------------------------------------------- |
| 10-1-2018                                                                        | Jiangyin                                                                         | Giappone under 23                                                                | 1 – 0                                                                            | Palestina under 23                                                               | Coppa d'Asia AFC Under-23 2018                                                   | -                                                                                |                                                                                  |
| 13-1-2018                                                                        | Jiangyin                                                                         | Thailandia under 23                                                              | 0 – 1                                                                            | Giappone under 23                                                                | Coppa d'Asia AFC Under-23 2018                                                   | -                                                                                |                                                                                  |
| 19-1-2018                                                                        | Jiangyin                                                                         | Giappone under 23                                                                | 0 – 4                                                                            | Uzbekistan under 23                                                              | Coppa d'Asia AFC Under-23 2018                                                   | -                                                                                |                                                                                  |
| 23-3-2018                                                                        | Asunción                                                                         | Venezuela under 23                                                               | 3 – 3 (1 – 4 dtr)                                                                | Giappone under 23                                                                | Amichevole                                                                       | -                                                                                | 87’                                                                              |
| 25-3-2018                                                                        | Asunción                                                                         | Paraguay under 23                                                                | 2 – 1                                                                            | Giappone under 23                                                                | Amichevole                                                                       | -                                                                                | 46’                                                                              |
| 28-5-2018                                                                        | Vitrolles                                                                        | Turchia under 23                                                                 | 2 – 1                                                                            | Giappone under 23                                                                | Torneo di Tolone 2018 - 1º turno                                                 | -                                                                                |                                                                                  |
| 3-6-2018                                                                         | Fos-sur-Mer                                                                      | Giappone under 23                                                                | 1 – 1                                                                            | Canada under 23                                                                  | Torneo di Tolone 2018 - 1º turno                                                 | -                                                                                | 74’                                                                              |
| 14-11-2018                                                                       | Dubai                                                                            | Uzbekistan under 23                                                              | 2 – 2                                                                            | Giappone under 23                                                                | Amichevole                                                                       | -                                                                                | 46’                                                                              |
| 22-3-2019                                                                        | Yangon                                                                           | Giappone under 23                                                                | 8 – 0                                                                            | Macao under 23                                                                   | Qualificazioni Coppa d'Asia AFC Under-23 2020                                    | -                                                                                |                                                                                  |
| 26-3-2019                                                                        | Yangon                                                                           | Giappone under 23                                                                | 7 – 0                                                                            | Birmania under 23                                                                | Qualificazioni Coppa d'Asia AFC Under-23 2020                                    | -                                                                                |                                                                                  |
| Totale                                                                           |                                                                                  | Presenze                                                                         | 10                                                                               |                                                                                  | Reti                                                                             | 0                                                                                |                                                                                  |

## Palmarès

### Club

#### Competizioni nazionali
- Coppa dell'Imperatore: 1

Vissel Kōbe: 2019
- Supercoppa del Giappone: 1

Vissel Kōbe: 2020

### Nazionale
- Coppa d'Asia Under-19: 1

2016